# Trichoniscus euboensis
Trichoniscus euboensis is een pissebed uit de familie Trichoniscidae. De wetenschappelijke naam van de soort is voor het eerst geldig gepubliceerd in 1964 door Albert Vandel.